# 스캄피

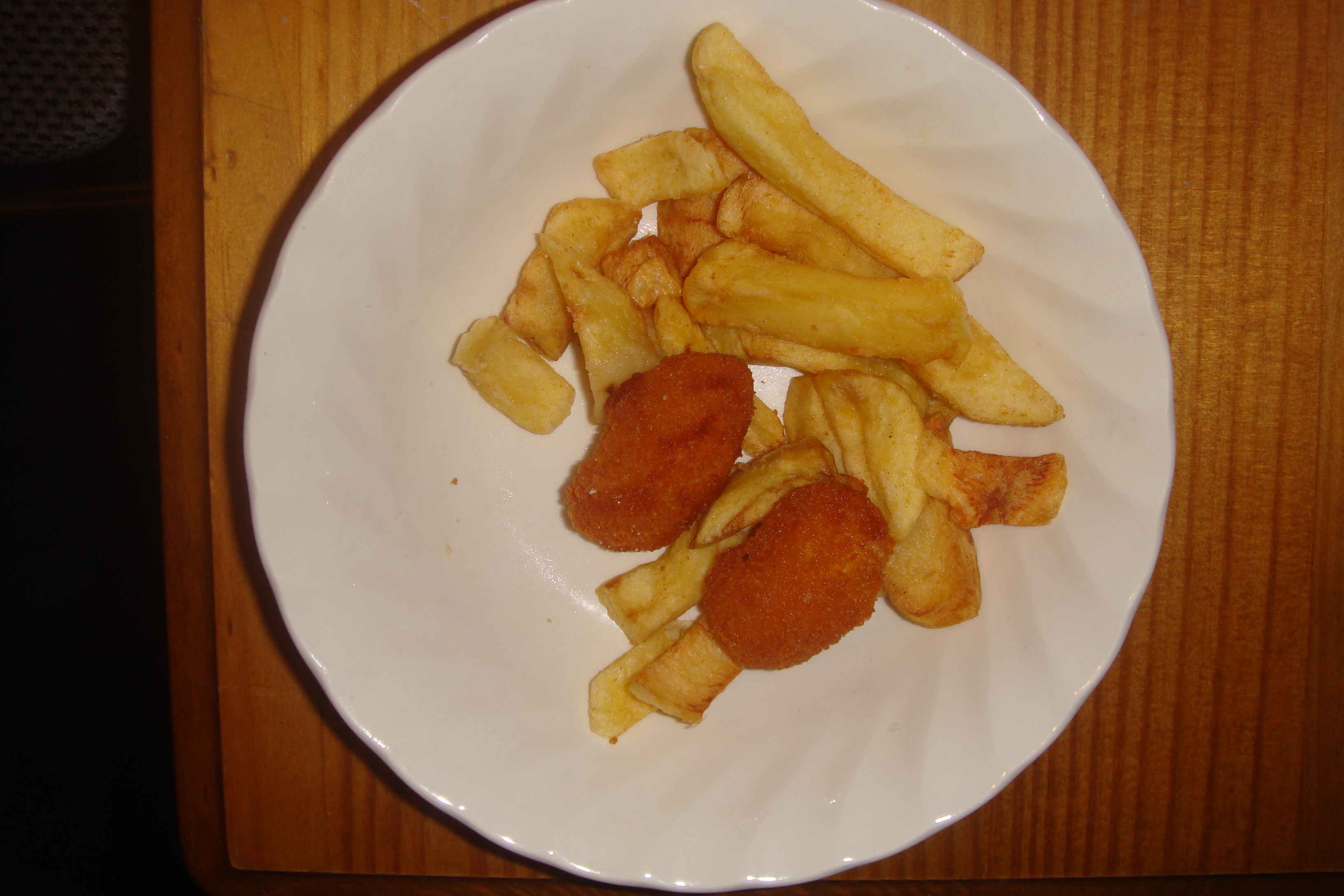
브리티시 스캄피

스캄피(Scampi)는 노르웨이 랍스터(Nephrops norvegicus)라는 조그마한 랍스터를 이용한 요리의 이름이다.
이 이름은 이탈리아어의 복수 scampo에서 왔으나 영어에서는 단수, 복수 모두 쓰인다. 이 이탈리아어 낱말은 그리스어 낱말 κάμπη("굽은"의 뜻)에서 온 것으로 짐작된다.

## 종류
- 그리스 스캄피: 뜨겁게 달군 오븐에 올리브오일을 두르고, 마늘과 토마토, 파슬리 등을 구운 다음 새우를 같이 구워 낸 그리스 전통 음식

## 참조
1. ↑  Online Etymological Dictionary s.v. scampi